# Александер Мойрер
Александер Альберт Август Мойрер (нім. Alexander Albert August Meurer; 15 серпня 1862, Крелау — 3 лютого 1948, Гамбург) — німецький військово-морський історик і офіцер, віцеадмірал кайзерліхмаріне.

## Біографія
15 квітня 1881 року Александер став курсантом Імперського флоту, завершив початкову підготовку на вітрильному фрегаті SMS «Ниобе». Продовжив свою освіту у військово-морській школі в Кілі, проходячи службу на кількох навчальних кораблях; отримав офіцерський патент 19 грудня 1885 року. Після завершення навчання Мойрер розпочав службу як артилерійський офіцер на корветі SMS «Nixe» (4 січня — 31 травня 1886). З 16 квітня 1889 по 30 вересня 1890 року — дозорний офіцер на корветі SMS «Ariadne».
З жовтня 1893 року Мойрер служив на броненосці SMS «Württemberg», де 14 травня 1894 отримав звання капітан-лейтенанта; з осені 1894 по весну 1896 року проходив навчання в Військово-морської академії в Кілі. Після успішного закінчення курсу, 11 травня 1896 роки він став штурманом на броненосці SMS «Kaiser», що знаходився в Східній Азії; наприкінці червня 1898 року залишив корабель і вирушив додому. У 1900—1901 роках був першим офіцером на лінкорі SMS «Kurfürst Friedrich Wilhelm», який був відправлений у Китай для розгрому Боксерського повстання.
У березні 1901 року Мойрер був підвищений до корветтен-капітана, 30 вересня 1902 він був призначений на посаду командира артилерійського відділення. 13 жовтня 1903 його перевели в Інспекцію морської артилерії, де він спочатку служив другим, а потім — першим ад'ютантом. 26 квітня 1905 став він став командиром недавно введеного в експлуатацію крейсера «Любек» — першого корабля Німецького флоту з паровою турбіною. Проходив випробування в Фінській затоці корабель був відправлений в Санкт-Петербург, в якому відбувалися революційні виступи: для надання, в разі потреби, притулку для сім'ї Романових. Наприкінці березня 1906 року його залишив командування «Любеком» і став командиром фрегата «Штайн», що використовувався як навчальний корабель: на ньому Мойрер побував у кількох навчальних переходів по Балтійському морю, в Вест-Індію, на Мадейру і в Середземне море. У тому ж році він отримав звання капітана-цур-зее.
Потім Мойрер став інспектором в Вільгельмсгафені і займав пост глави комісії з огляду кораблів в Гамбурзі, створеної в 1904 році для контролю за бойовою готовністю торгових суден. 19 вересня 1918 року був переведений на Балтійське море, 17 листопада остаточно звільнений від дійсної служби. 24 листопада 1919 року йому було надано звання віцеадмірала зі старшинством з 17 листопада 1918.

## Сім'я
Син Генріха Альберта Мойрера (1832—1918). Двоюрідний брат віцеадмірала Гуго Мойрера.

## Нагороди

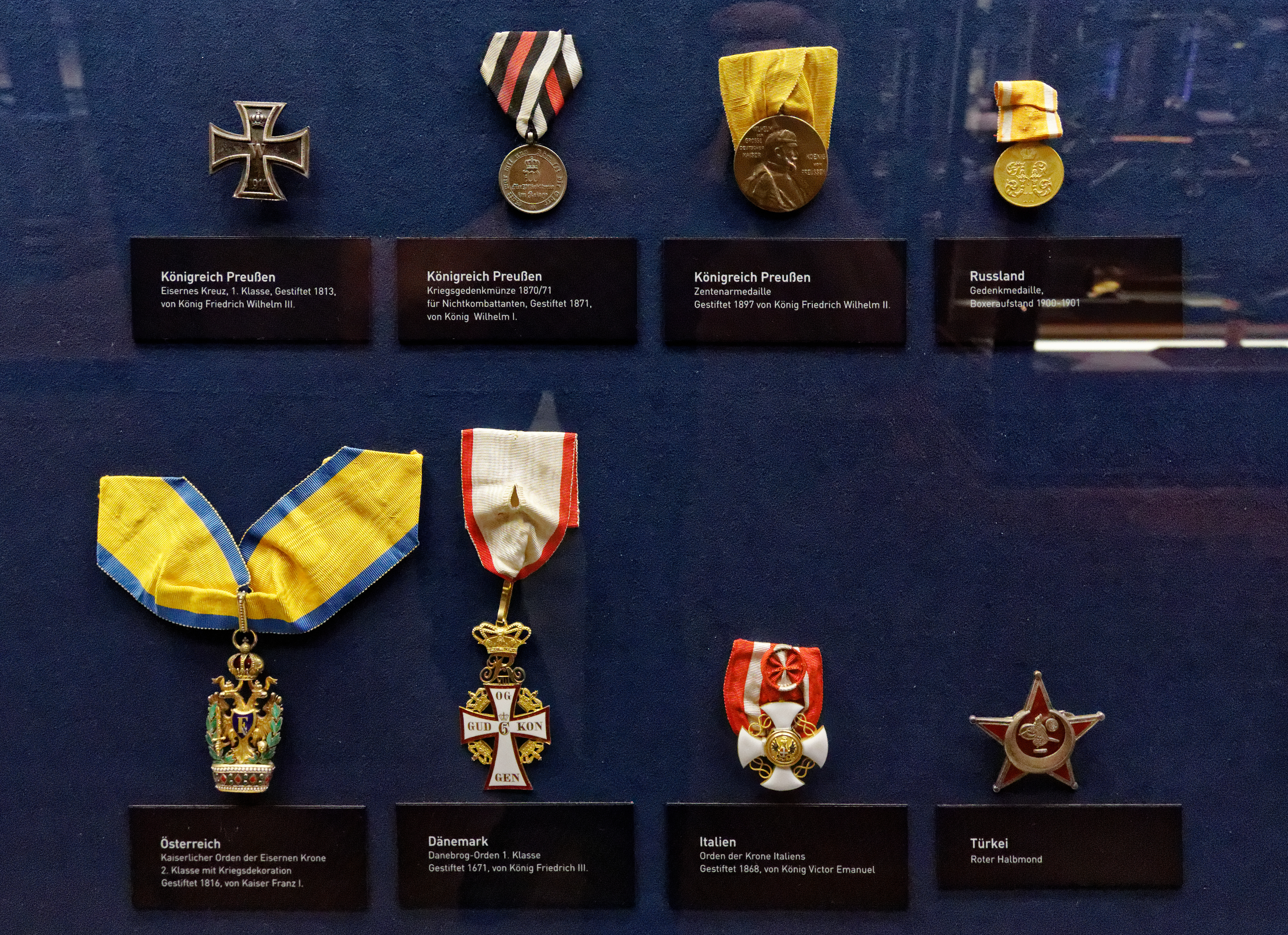
Деякі нагороди Мойрера в Міжнародному морському музеї Гамбурга.

- Імперська військова медаль 1870/71
- Столітня медаль
- Китайська медаль
- Медаль «За похід у Китай» (Російська імперія)
- Орден Святого Станіслава 2-го ступеня (Російська імперія)
- Орден Червоного орла 2-го класу з дубовим листям
- Орден Корони (Пруссія) 2-го класу
- Хрест «За вислугу років» (Пруссія)
- Залізний хрест 2-го і 1-го класу
- Орден Фрідріха (Вюртемберг), лицарський хрест 1-го класу
- Орден Данеброг, командорський хрест (Данія)
- Орден Корони Італії, офіцерський хрест
- Орден Святого Олафа, командорський хрест 1-го класу (Норвегія)
- Орден Залізної Корони 2-го класу з військовою відзнакою (Австро-Угорщина)
- Військова медаль (Османська імперія)
- Почесний хрест ветерана війни з мечами